# سیارک ۱۲۱۱۲
سیارک ۱۲۱۱۲ (به انگلیسی: 12112 Sprague، نامگذاری:1998MK4) ۱۲۱۱۲مین سیارک کشف‌شده است. این سیارک در ۲۳ ژوئن ۱۹۹۸ کشف شد.